# Euphrasia christii
Euphrasia christii là loài thực vật có hoa thuộc họ Cỏ chổi. Loài này được Favrat mô tả khoa học đầu tiên năm 1887.